# 国立雲林科技大学
座標: 北緯23度41分43秒 東経120度32分03秒 / 北緯23.695303度 東経120.534263度
国立雲林科技大学（こくりつうんりんかぎだいがく National Yunlin University of　Science & Technology）は、台湾雲林県斗六市にある国立の科技大学である。略称は雲林科大または雲科大。

## 歴史
| 年     | 月日    | 事項                           |
| ------ | ------- | ------------------------------ |
| 1991年 | 7月1日  | 「国立雲林技術学院」として開校 |
| 1997年 | -       | 「国立雲林科技大学」と改称     |
| 2014年 | 5月16日 | AACSBの正式認証を受ける。      |

## 組織
| - 工学院 - 工学テクノロジー研究所 - 機械工学系 - 電機工学系 - 電子工学系/研究所 - 情報工研究所 - 環境安全衛生工学系 - 化学工学系 - 建築工学系 - 管理学院 - 管理研究所 - 工業管理系 - 工業工学管理研究所 - 企業管理系 - 情報管理系/研究所 - 財務金融系 - 会計系 - 設計学院 - 設計学研究所 - 工業デザイン系 - 視覚伝達設計系 - 空間設計系 - デジタルメディア系 - 設計運算研究所 - 創意生活デザイン系 | - 人文科学学院 - 応用外語系 - 文化遺産保護系 - 技術職業教育研究所 - 教職養成センター - 漢学資料整理研究所 - レジャー運動研究所 - テクノロジー法律研究所 - 教養科学教育中心 - 研究センター - 工業污染防止研究センター - 自動化制禦研究センター - 材料研究センター - 水土資源防災科学技術研究センター - 精密儀器センター - 建築技術サービス材料測定センター - 危機対策センター - 電力電子リサイクルエネルギー技術研究開発センター - 産業機械重点技術研究開発中心 - 経営管理研究センター - 医務管理センター - 商業自動化センター - 設計研究センター - デジタルメディア教育資料センター - 技術職業教育研究センター - 推広教育センター - 創造育成センター - 地域産学協力センター |

## 姉妹校
- 日本
  - 京都大学
  - 北海道大学
  - 千葉大学
  - 福井大学
  - 熊本大学
  - 琉球大学
  - 法政大学
  - 大阪工業大学

## 交通アクセス
- 嘉義客運7704路線バス